# Montemitro
Montemitro (en croate, Mundimitar) est une commune de la province de Campobasso, dans la région Molise, en Italie.

## Culture
- Croates du Molise

## Administration
| Période                                  | Période  | Identité          | Étiquette    | Qualité |
| ---------------------------------------- | -------- | ----------------- | ------------ | ------- |
| 14 juin 2004                             | En cours | Sergio Sammartino | Lista Civica |         |
| Les données manquantes sont à compléter. |          |                   |              |         |

### Communes limitrophes
Celenza sul Trigno, Montefalcone nel Sannio, San Felice del Molise, Tufillo.

### Évolution démographique
Habitants recensés